# ماندلو دل لاریو
ماندلو دل لاریو (به ایتالیایی: Mandello del Lario) یک کومونه در ایتالیا است که در استان لکو واقع شده‌است. ماندلو دل لاریو ۴۱٫۷۷ کیلومتر مربع مساحت و ۱۰٬۵۴۳ نفر جمعیت دارد و ۲۰۰ متر بالاتر از سطح دریا واقع شده‌است.